# Margarete Taudte
Margarete Anna Helene Taudte (* 12. November 1920 in Jena; † 20. September 2009 in Weimar) war eine deutsche Film- und Theaterschauspielerin.

## Leben
Taudte nahm in Weimar privaten Schauspielunterricht bei Otto Roland. Ihr Debüt als Bühnendarstellerin gab sie als 1. Rosenmädchen in Penthesilea bei den Luisenburg-Festspielen in Wunsiedel. Ein Theater-Engagement hatte sie noch während des Zweiten Weltkrieges in der Spielzeit 1943/44 am Deutschen Theater in Lille. Nach 1945 waren das Stadttheater Jena (1945–1946), das Stadttheater Nordhausen (bis 1947), das Rheinische Theater der Jugend in Boppard, die Städtischen Bühnen Gladbach-Rheydt, die Städtischen Bühnen Gelsenkirchen (1949–1953) und das Staatstheater Schwerin weitere Stationen in ihrer Bühnenlaufbahn. Während ihrer Theaterkarriere trat Taudte auch als Soubrette in Operetten auf.
Zu den wichtigen Bühnenrollen ihrer Anfangszeiten am Theater gehörten: Annchen in dem Schauspiel Jugend, Gretchen in Faust, Viola in Was ihr wollt, Rienecke in einer Bühnenfassung des Romans Der Flachsacker von Stijn Streuvels, Melitta in Sappho (alle Stadttheater Jena, Spielzeit 1945/46), Luise Miller in Kabale und Liebe (1946, Stadttheater Nordhausen), Julia in Zwei Herren aus Verona (Städtische Bühnen Gladbach-Rheydt), Ophelia in Hamlet, die Titelrolle in Katharina Knie und Diddo Geiss in Des Teufels General (alle Städtische Bühnen Gelsenkirchen), Fanny in dem Schauspiel Zum goldenen Anker von Marcel Pagnol, Cordelia in König Lear, Amalia in Die Räuber sowie die Titelrollen in Die Jungfrau von Orleans und Die heilige Johanna (alle am Staatstheater Schwerin).  
1954 wurde Taudte an das Deutsche Theater in Berlin verpflichtet, dessen Ensemblemitglied sie bis 1998 war. Zu Taudtes wichtigsten Theaterrollen dort gehörten wieder das Gretchen (1954) und die Luise Miller (1955). In Heiner Müllers Hamlet-Inszenierung spielte sie ebenfalls mit. Zum letzten Mal stand sie 1998 in Thomas Bernhards Theaterstück Der Weltverbesserer als Partnerin von Jürgen Holtz auf der Bühne.
Neben ihren Theaterrollen gehörte Taudte auch zum Schauspieler-Ensemble beim Fernsehen der DDR. Ihr Debüt gab sie im Fernsehen der DDR mit der weiblichen Hauptrolle der Ottilie von Gersen in dem aufwendig inszenierten biografischen DEFA-Film Thomas Müntzer – Ein Film deutscher Geschichte. Später war sie vor allem in Fernsehinszenierungen zu sehen. Nach der Wende spielte Taudte noch kleinere Rollen in einigen Fernsehserien und Fernsehfilmen. Ihre letzte Fernsehrolle spielte sie 1992 in dem Fernsehfilm Das Trio.
Für das Fernsehen der DDR arbeitete sie auch als Synchronsprecherin und lieh unter anderem Jeanne Moreau, Antonella Lualdi und Birgitte Federspiel ihre Stimme.
Taudte war zeitweilig mit ihrem Schauspiellehrer, dem Schauspieler und Regisseur Otto Roland (eigtl. Otto Lechle), verheiratet. Ihr bürgerlicher Name lautete daher Lechle. Aus der Ehe gingen zwei Töchter hervor, Christine Lechle und Katja Merlin, die ebenfalls als Schauspielerinnen arbeiteten, ebenso Enkelin Anja Lechle. Taudte starb im Alter von 88 Jahren im Marie-Seebach-Stift für Bühnenkünstler in Weimar.

## Filmographie
- 1956: Thomas Müntzer – Ein Film deutscher Geschichte – Regie: Martin Hellberg
- 1961: Der Fall Gleiwitz – Regie: Gerhard Klein
- 1962: Geboren unter schwarzen Himmeln (TV) – Regie: Achim Hübner
- 1971: Salut Germain (TV) – Regie: Helmut Krätzig
- 1972: Aller Liebe Anfang (TV) – Regie: Helmut Krätzig
- 1973/90: Die Taube auf dem Dach – Regie: Iris Gusner
- 1976: Auf der Suche nach Gatt (TV) – Regie: Helmut Schiemann
- 1978: Scharnhorst (TV) – Regie: Wolf-Dieter Panse
- 1978–1979: Rentner haben niemals Zeit (TV) – Regie: Horst Zaeske
- 1981: Kippenberg (Fernsehfilm) – Regie: Christian Steinke
- 1986: Leute sind auch Menschen (TV) – Regie: Günter Stahnke
- 1988: Die Glucke (TV) – Regie: Günter Stahnke
- 1991: Agentur Herz: Der Besuch (TV) – Regie: Klaus Grabowsky
- 1991: Aerolina (TV) – Regie: Günter Stahnke
- 1992: Das Trio (TV) – Regie: Wolfgang Hübner

## Hörspiele
- 1957: Lion Feuchtwanger: „Wahn“ oder „Der Teufel in Boston“ (Hanna) – Regie: Wolfgang Heinz (Rundfunk der DDR)
- 1958: Günther Weisenborn: Yang-Tse-Kiang (Li) – Regie: Werner Stewe (Rundfunk der DDR)
- 1968: Giles Cooper: Die unverdauliche Auster – Regie: Wolfgang Brunecker (Hörspielkomödie – Rundfunk der DDR)
- 1968: Ion Druze: Wenn der Hahn kräht (Marinka) – Regie: Helmut Molegg (Hörspiel – Rundfunk der DDR)
- 1971: Heinrich Mann: Die Jugend des Königs Henri Quatre – Regie: Fritz Göhler  (Hörspiel – Rundfunk der DDR)
- 1974: Hans-Ulrich Lüdemann: Blümlein ist gegangen (Frau Behaim) – Regie: Fritz Göhler (Hörspiel – Rundfunk der DDR)
- 1982: Peter Hacks: Das Turmverlies – Geschichten von Henriette und Onkel Titus (Fräulein Sawatzki) – Regie: Fritz Göhler (Kinderhörspiel – Litera)
- 1987: Brüder Grimm: Drosselbart – Regie: Maritta Hübner (Kinderhörspiel – Rundfunk der DDR)